# Club Tigre Juniors
El Club Tigre Juniors es un club barrial ubicado en la Ciudad de Tigre, Buenos Aires, Argentina. Es una institución centenaria, decana de los clubes barriales tigrenses, el cual nació como un club de fútbol para competir en las ligas de principios del siglo XX. Es reconocido por haber disputado torneos de División Intermedia de AFA.
Siendo uno de los clubes más importantes de la zona, en la actualidad ofrece diversidad de actividades sociales y deportivas para socios y vecinos.

## Historia

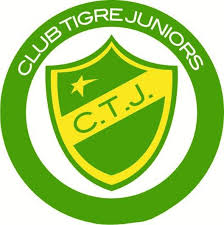
Escudo del Club Tigre Juniors

El Club Tigre Juniors fue fundado el 25 de marzo de 1908 en el Pueblo de Las Conchas, actual Ciudad de Tigre. La nueva población que comenzaba a crecer y extenderse entre el río Tigre y el Canal San Fernando era conocida popularmente como El Tigre, a pesar de que oficialmente formaba parte del Pueblo de Las Conchas. Por eso el nombre del nuevo club sintetiza las características de sus fundadores: jóvenes vecinos del Tigre que se organizaban para jugar al fútbol. Reunidos en Asamblea presidida por Guillermo Serantes siendo las doce horas pasado meridiano, se resuleve fundar un club de fútbol que llevará el nombre de Tigre Juniors Foot-ball Club. Se votó la primera Comisión Directiva quedando formada de la siguiente manera: Presidente, Fernando Serantes; Vicepresidente, Arturo Bonatos; Secretario, Guillermo Serantes; Tesorero, Antonio Dellagiovanna, que también había particpado en la fundación de otra institución en 1902, el Club Atlético Juventud del Tigre.
Además se decidió que los colores y el diseño de la camiseta que el vestuario para actuar en los partidos sería: camiseta verde y blanca a rayas horizontales, pantalón blanco corto. Luego se cambiaron esos colores por el verde y amarillo con que se distingue el club hasta la actualidad.
Los socios fundadores, jóvenes emprendedores y soñadores que dieron lugar a un club que ya pasó los cien años, fueron: Esteban Balardini, Arturo Bonafos, Carlos Bonafos, José Caldana, Luis Caldana, Alfredo Dall Armelina, Juan Datas, Francisco Debenedetti, Antonio Dellagiovana, Manuel Duro, Carlos Ghilardi, Gustavo Lapierre, José Lasalle, Manuel López, Damián Maceira, Ramón Maceira, Emilio Martínez, Gerónimo Martínez, Lauro Merelo, Carlos Scampini, Carlos Sciarra, Fernando Serantes, Guillermo Serantes, Amadeo Troli, Serafín Troli, alejandro Viggesi, Luis Zucchi.
El 2 de mayo de 1918 se decide cambiar el nombre por el actual Club Tigre Juniors

### Sedes del club
La primera sede estuvo en la calle Luis Pereyra 536, teniendo su cancha de fútbol en el predio que se encontraba entre las calles Italia, Ruperto Mazza y Santa Fe. En 1910 muda su sede de la calle Luis Pereyra a la calle Marabotto 560, donde funcionó hasta 1918 cuando se muda a la Av. Cazón 748. Allí estará hasta 1928 que se cmabia a la cuadra siguiente, Av. Cazón 636. En 1941 se inaugura la sede propia y que dónde se ubica actualmente Av. Cazón 646 de la Ciudad de Tigre. A pesar de las diferentes mudanzas siempre se mantuvo en el mismo barrio.

### Participaciones en Campeonatos de Liga
A pocos días de ser fundado el club, el 8 de abril de 1908 se decide inscribir al club para participar en la Liga de Fútbol de Capital Federal denominada «Reconquista», finalizando segundo al concluir la competencia. 
En 1915 participa del Campeonato de División Intermedia organizado por la AFA, finalizando en la cuarta posición de la Zona C la cual fue ganada por el Club de Gimnasia y Esgrima La Plata. Jugararon entre sí, el 9 de mayo de 1915 de visitante en la sede del Club Independientes, Avenida 60 de la Ciudad de La Plata, empatando 0 a 0. En la segunda rueda jugaron en el Tigre el 17 de octubre de 1915, siendo el marcador favorable al Club de Gimnasia y Esgrima La Plata por 3 a 0. En este torneo jugó 16 partidos, consiguiendo 19 puntos con 8 partidos ganados, 3 empatados y 5 perdidos.
En 1917 participa del Campeonato de Segunda División sin éxito alguno en su sección.